# Ca l'Ardit
Ca l'Ardit és una casa de Granyena de Segarra (Segarra) inclosa a l'Inventari del Patrimoni Arquitectònic de Catalunya.

## Descripció
Casa situada al mig del C/Major de la vila, entre mitgeres, coberta a doble vessant amb teula àrab i presenta un ràfec format per teula i maó que ressegueix el perímetre de la façana principal. Aquesta façana quasi no evidència el pas del temps i se'ns presenta estructurada amb planta baixa i primer pis. L' element que més ens evidència l'origen medieval de l'estructura actual és la part superior del balcó del primer pis, que en origen era una finestra, d'influència renaixentista amb guardapols motllurat i llinda monolítica. Sota la seva llinda, situal al mig, se'ns apareix un element trencat, de forma romboïdal que evidencia el fet, que en origen hi havia un pilar quadrat que separava ambdós meitats una estructura de finestra. Amb el temps, la finestra s'allarga i es transforma amb l'actual balcó, desapareixent el primitiu pilar de partició de la finestra. A la planta baixa de l'edifici trobem una porta d'entrada adovellada amb arc de mig punt realitzat amb pedra local, bastant erosionada.